# Mondovino
Mondovino é filme documentário de 2004, produzido por Argentina, França, Itália e Estados Unidos da América, dirigido por Jonathan Nossiter.
O filme é uma investigação sobre o tema da globalização, tendo como principal personagem a indústria do vinho e a transformação das formas de produção no velho mundo, influenciadas pelo mercado americano.

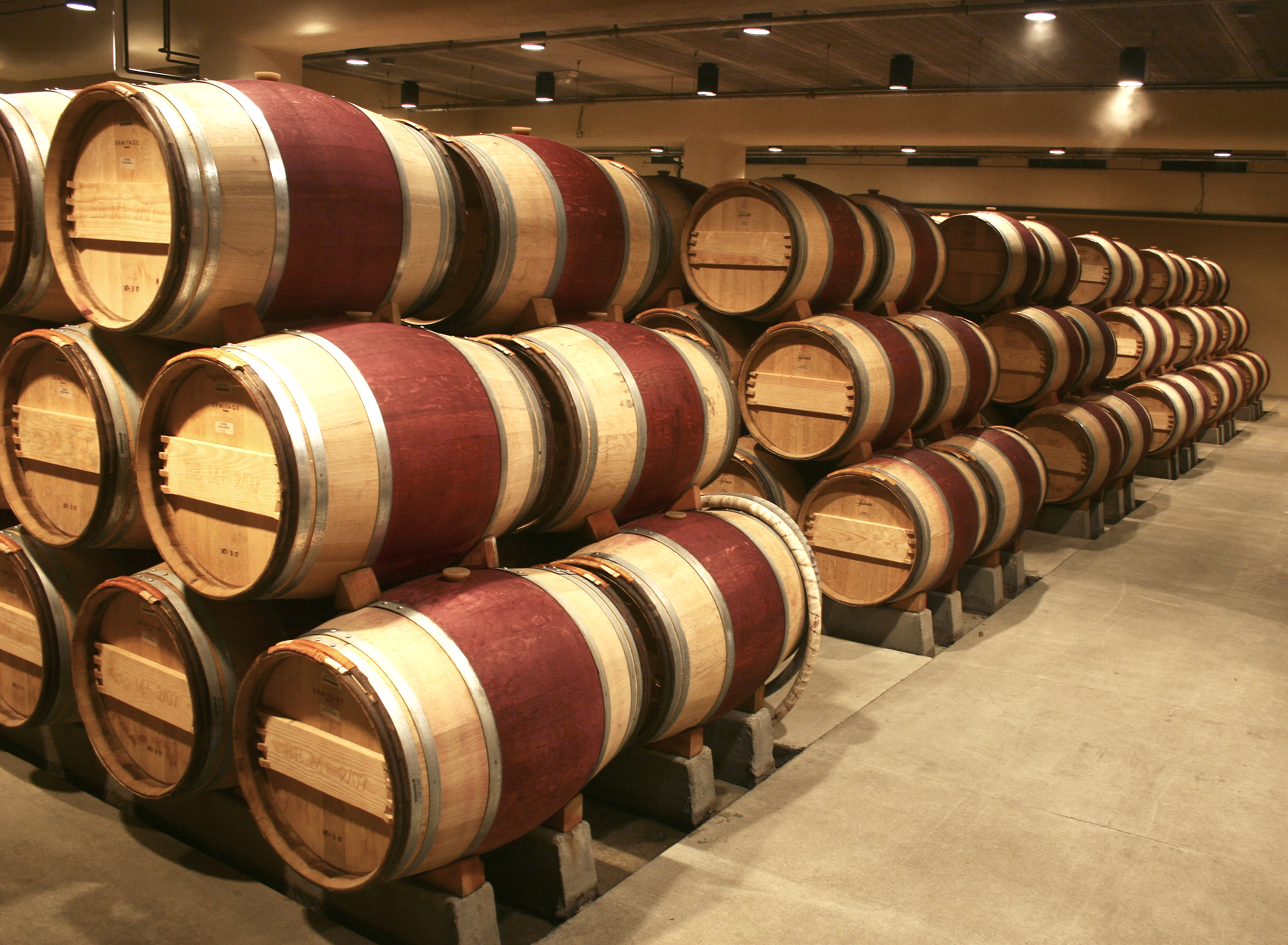
Barris da Mondavi: jovens, limpos e iluminados.

O diretor, antigo sommelier de origem francesa, aponta a influência americana, em especial a da vinícola Mondavi, que ao se alastrar na Europa contrapõe através da tecnologia e da manipulação humana, a tradição do terroir, dos barris de carvalho, das regiões produtoras (AOC) francesas e italianas.

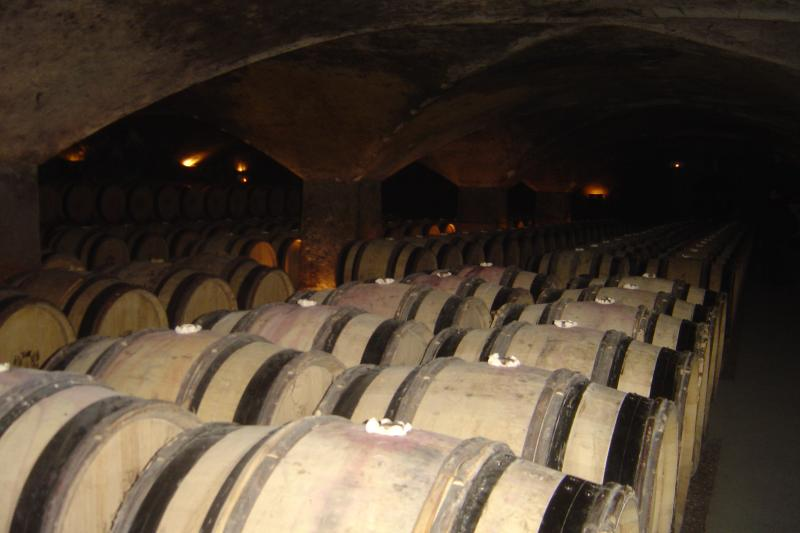
Cave tradicional na Bogonha

Como representante da mudança, o filme apresenta o énologo e consultor Michel Rolland, um dos mais requisitados da Europa, que entre gargalhadas, cigarrilhas e ligações de celular, aconselha os produtores a micro-oxigenar o vinho, entre outras manipulações, garantindo um paladar homogêneo e pronto a atender o grande mercado.
O crítico de vinhos de maior influência mundial, Robert Parker (fundador e editor do boletim Wine Advocate) é ilustrado através de uma passagem onde diz ter colocado em seguro o nariz e o palato, visto que sua opinião pode abalar as bolsas mundiais.
O diretor aponta o voraz apetite financeiro americano, que através de críticos e consultores, e apesar da resistência dos pequenos produtores locais, vem substituindo a tradição pelo cifrão.

## Principais prêmios e indicações
Festival de Cannes 2004 (França)
- Indicado à Palma de Ouro.

Prêmio César 2005 (França)
- Indicado na categoria de melhor filme da União Europeia.